# Comparaison (grammaire)
La comparaison est, en grammaire, un « acte intellectuel consistant à rapprocher deux ou plusieurs animés, inanimés concrets ou abstraits de même nature pour mettre en évidence leurs ressemblances et leurs différences » et utilisant un comparatif, comme dans « Il est grand comme son père ». La comparaison permet donc de présenter un rapport d'égalité, de supériorité ou d'infériorité entre deux éléments de la phrase.
Cette comparaison, dite simple, met sur le même plan deux réalités d'un même domaine, contrairement à la comparaison dite figurative, ou rhétorique, qui a une intention stylistique. La comparaison grammaticale peut exprimer la ressemblance ou l'identité d'une qualité (« comme », « tel que », « aussi... que ») mais aussi la dissimilitude (« plus que, moins que »). Cette opération, courante en langue, implique des degrés variables selon ce qui est comparé, et a recours à de multiples moyens grammaticaux.

## Définition
La comparaison permet de présenter un rapport d'égalité, de supériorité ou d'infériorité entre deux éléments de la phrase. Selon Bernard Dupriez, il existe deux types de comparaisons. La première, la comparaison simple introduit un actant grammatical supplémentaire ; elle ne constitue pas une image littéraire. La seconde, la comparaison figurative introduit quant à elle un qualifiant et constitue une figure d'analogie. La comparaison grammaticale permet de développer le prédicat de la comparaison alors que la seconde, à dimension rhétorique, permet de développer les comparants. Paul Ricœur parle quant à lui de comparaison « quantitative » (en opposition à celle « qualitative » : « plus, moins, aussi...que »).

## Moyens de comparaison
Il existe divers moyens pour comparer en français.
La subordination consiste à utiliser une proposition subordonnée de comparaison, appelée aussi comparative, qui joue alors un rôle identique à celui du complément de comparaison qui peut être un substantif ou un équivalent du nom. Néanmoins la nature de la relation (relation de ressemblance) ne permet pas de la considérer à proprement parler comme une subordonnée circonstancielle.
La relation peut donc être la ressemblance :
ex. : « Tu moissonneras comme tu as semé »
Elle peut être aussi l'égalité :
ex. : « Leur bonheur fut bref autant qu'il était rare »
Elle peut aussi être une relation de différence :
ex. : « Florent aime plus Sarah que Sarah n'aime Florent »
Enfin, la comparaison grammaticale peut se fondre sur un rapport de proportion :
ex. : « Il est plus intéressé qu'on ne le pense »
Certaines comparaisons simples reposent sur une ellipse verbale comme dans :
ex. : « Tel père, tel fils »
L'éventail de moyens grammaticaux est grand, la comparaison simple peut aussi être marquée par :
- des mots corrélatifs comme : autant...autant, plus...plus, tel...tel, etc.
- des locutions prépositives comme : à l'exemple de..., à l'instar de..., comparativement à, etc.
- des adjectifs comme : semblable, analogue, différent, égal, etc.
- des verbes comme : avoir l'air de, ressembler à, imiter, paraître, etc.